# ロックンロール・ウィドウ
「ロックンロール・ウィドウ」（Rock'n'roll Widow）は、1980年5月21日にリリースされた山口百恵の30枚目のシングルである。発売元はCBSソニー。

## 概要
表題曲「ロックンロール・ウィドウ」はタイトル通り、山口百恵のシングルとしては初めてとなる本格的なロックンロールとなっている。同時発売のアルバム『メビウス・ゲーム』には、イントロにストリングスの音などが加わったアルバムバージョンで収録されているが、シングルヴァージョンではイントロ及び間奏がシングルサイズにカットされている。音楽番組やステージでは、曲の間奏部分で百恵とギタリストの二人が背中合わせとなって、共に腰を上下させるパフォーマンスを披露していた。ジャケットは、今作のみ写真を特殊加工したデザインとなっている。
TBSの『ザ・ベストテン』では前作「謝肉祭」に続いて自身4作目の1位を獲得した。しかし、当時百恵は引退記念映画『古都』のロケーション撮影と重なった事などにより、同番組には数回中継で出演したのみでスタジオ入りは一度もしなかった。

## 背景
「ロックンロール・ウィドウ」は、レッド・ツェッペリンの「ロックンロール」をモチーフに制作された。本格的なロックンロールや曲中でシャウトする歌い方は百恵にとって初めてのことだったが、すぐにコツを掴み、レコーディングにそれほど時間はかからなかったという。当初アルバム収録曲の一つだったが、予想以上に完成度の高い楽曲に仕上がったことに加え、百恵が結婚を目前に控えたこのタイミングで未亡人(ウィドウ)を主人公にした楽曲を発表するという、イメージの裏切りがスタッフの間でうけたため、急遽シングル化されることとなった。

## 収録曲
| 全作詞: 阿木燿子、全作曲: 宇崎竜童、全編曲: 萩田光雄。 |                                                                          |          |            |      |
| #                                                      | タイトル                                                                 | 作詞     | 作曲・編曲 | 時間 |
| 1.                                                     | 「ロックンロール・ウィドウ (Rock'n'roll Widow)（シングル・バージョン）」 | 阿木燿子 | 宇崎竜童   | 4:02 |
| 2.                                                     | 「アポカリプス・ラブ (Apocalypse Love)（シングル・バージョン）」         | 阿木燿子 | 宇崎竜童   | 4:42 |
| 合計時間:                                              | 合計時間:                                                                | 8:44     |            |      |

## 品番
- 1980年5月21日 - EP: 06SH 772（シングル）
- 1989年3月21日 - 8cmCD: 10EH 3187（「Platinum Single SERIES」 片面: 謝肉祭）謝肉祭
- 2004年7月22日 - 8cmCD: MHCL 10050（オリジナル・カラオケ、「メビウス・ゲーム」 初回紙ジャケ仕様盤）

## カバーしたアーティスト
- 1980年、2003年、宇崎竜童『BLOSSOM-35』『SMOKE & BOURBON』（セルフカバー）
- 1994年、杏子『SWEET BOX〜Rare & Best〜』
- 2003年、犬神サーカス団『命みぢかし恋せよ人類！』
- 2004年、藤井フミヤとSAKURAトリビュート・アルバム『山口百恵トリビュート Thank You For…』
- 2007年、THE NEATBEATS feat. 川村カオリ『JAPANESE ROCK & ROLL ATTACK!!ロックンロールの逆襲～日本編』
- 2010年、SCANDAL『R-GIRL's ROCK!』
- 2010年、武田カオリ『Magalog－kaori takeda CM song book』－Honda（本田技研工業）「Life（ライフ）」CMソング
- 2014年、E-girls『E.G. TIME』 - コーセー「ADDICTION」CMソング
- 2019年、ANNA（中村あゆみ & 相川七瀬）ミニアルバム『W』[6]

## 関連作品
ロックンロール・ウィドウ
- Again 百恵 あなたへの子守唄
- 33 SINGLES MOMOE
- 山口百恵ベスト・コレクション
- 百恵復活
- 百惠辞典
- 山口百惠ベスト・コレクションII 〜いい日旅立ち〜
- ベスト・セレクション Vol.2
- GOLDEN J-POP/THE BEST 山口百惠
- 2000 BEST 山口百恵 ベスト・コレクション
- GOLDEN☆BEST 山口百恵 PLAYBACK MOMOE part2
- 山口百恵ベスト・コレクション VOL.2
- MOMOE PREMIUM update
- Complete MOMOE PREMIUM
- コンプリート百恵伝説
- GOLDEN☆BEST 山口百恵 コンプリート・シングルコレクション

ロックンロール・ウィドウ (Album Version)
- メビウス・ゲーム
- MOMOE PREMIUM
- Complete MOMOE PREMIUM

ロックンロール・ウィドウ (ライブ音源)
- 伝説から神話へ -BUDOKAN…AT LAST-
- MOMOE LIVE PREMIUM

ロックンロール・ウィドウ (ニューアレンジ＆ボーカル別テイク)
- 百恵回帰
- コンプリート百恵回帰

アポカリプス・ラブ
- 百惠辞典
- MOMOE PREMIUM update
- Complete MOMOE PREMIUM
- コンプリート百恵伝説

アポカリプス・ラブ (Album Version)
- メビウス・ゲーム
- MOMOE PREMIUM
- Complete MOMOE PREMIUM

## 参考資料
- 川瀬泰雄『プレイバック 制作ディレクター回想記』学研マーケティング、2011年2月。ISBN 978-4054047259。